# Zdobycie Krui (1443)
Zdobycie Krui (alb. Çlirimi i Krujës) – starcie zbrojne, które miało miejsce 28 listopada 1443 pomiędzy osmańskim garnizonem Krui pod dowództwem Zabela Paszy a siłami albańskimi, dowodzonymi przez Skanderbega, zakończone zwycięstwem Albańczyków.

## Geneza bitwy
W 1443 siły chrześcijańskie, dowodzone przez Janosa Hunyadyego podjęły skuteczne działania przeciwko wojskom osmańskim na terytorium Półwyspu Bałkańskiego. Po bitwie pod Niszem (3 listopada 1443) część Albańczyków służących w armii osmańskiej podjęła decyzję o dezercji. Na czele 300-osobowego oddziału Albańczyków stanęli Skanderbeg i jego krewny Hamza Kastrioti. Powracając na ziemie albańskie, Skanderbeg postanowił odzyskać Kruję, która w przeszłości należała do jego rodu, a od 1396 znajdowała się w rękach osmańskich.

## Przebieg bitwy
Na czele podległych mu żołnierzy, Skanderbeg dotarł do Krui 28 listopada 1443. Żołnierze Skanderbega ukryli się w lasach otaczających zamek w Krui, a Hamza Kastrioti udał się do dowódcy garnizonu osmańskiego Zabela Pashy ze sfałszowanym listem od sułtana Mehmeda II, który miał potwierdzać przekazanie twierdzy w ręce Skanderbega. Zabel Pasha uznał list za prawdziwy i pozwolił na wkroczenie do miasta oddziału Skanderbega. W nocy Albańczycy zaatakowali żołnierzy osmańskich. Większość z nich zginęła w mieście, a ci, którym udało się uciec zostali wymordowani w pobliskich lasach przez miejscową ludność. 

## Skutki bitwy
Po zdobyciu Krui, Skanderbeg ogłosił ją stolicą swojego państwa i przy wsparciu mieszkańców Dibry, dowodzonych przez Moisi Golemiego rozpoczął przejmowanie innych twierdz znajdujących się na terenach dzisiejszej Albanii. 2 marca 1444 doszło do zjednoczenia przywódców albańskich, działających na terenach odzyskanych z rąk osmańskich. Zebrani utworzyli Ligę w Lezhy.